# Metrô na Coreia do Sul
Os sistemas metropolitanos operam nas principais cidades da Coreia do Sul, com exceção de Ulsan.
- Seul - Metropolitano de Seul (17 linhas)
- Busan - Metrô de Busan (5 linhas)
- Daegu - Metrô de Daegu (2 linhas)
- Incheon - Metrô de Incheon (1 linha integrada com o sistema de metrô de Seul)
- Gwangju - Metrô de Gwangju (1 linha)
- Daejeon - Metrô de Daejeon (1 linha)

## Operadores
- Seul
  - Área metropolitana
    - Korail opera as seguintes linhas suburbanas: AREX, Bundang, Gyeongchun, Gyeongui, Jungang, Suin e partes das linhas 1, 3, 4
    - NeoTrans Corporation opera a Linha Sinbundang
    - Uijeongbu Light Rail  opera a Linha U

  - Área urbana
    - Seoul Metro opera a Linha 2, e partes das linhas 1, 3, 4
    - Seoul Metropolitan Rapid Transit Corporation opera as linhas 5, 6, 7 e 8
    - Seoul Metro Line 9 Corporation (uma joint venture entre Veolia Transport e Hyundai Rotem) opera a Linha 9
- Busan
  - Busan Transportation Corporation opera as linhas 1, 2, 3 e 4
  - B&G Metro opera a Linha Busan-Gimhae
- Daegu
  - Daegu Metropolitan Subway Corporation opera todo o sistema de metrô.
- Incheon
  - Incheon Metro opera todo o sistema de metrô.
- Gwangju
  - Gwangju Metropolitan Rapid Transit Corporation opera todo o sistema de metrô.
- Daejeon
  - Daejeon Express Transit Corporation opera todo o sistema de metrô.